# Breakbeat Kaos
Breakbeat Kaos – brytyjska wytwórnia muzyczna z siedzibą w Londynie. Została założona w 2002 roku poprzez połączenie wytwórni Breakbeat Punk DJ–a Fresha i Kaos Recordings Adama F. Wydaje głównie muzykę z gatunku drum and bass. Prócz nagrań założycieli wytwórnia publikuje dzieła artystów takich jak Pendulum, Chase & Status, Nero i Brookes Brothers.